# Bẫy bắt tội phạm

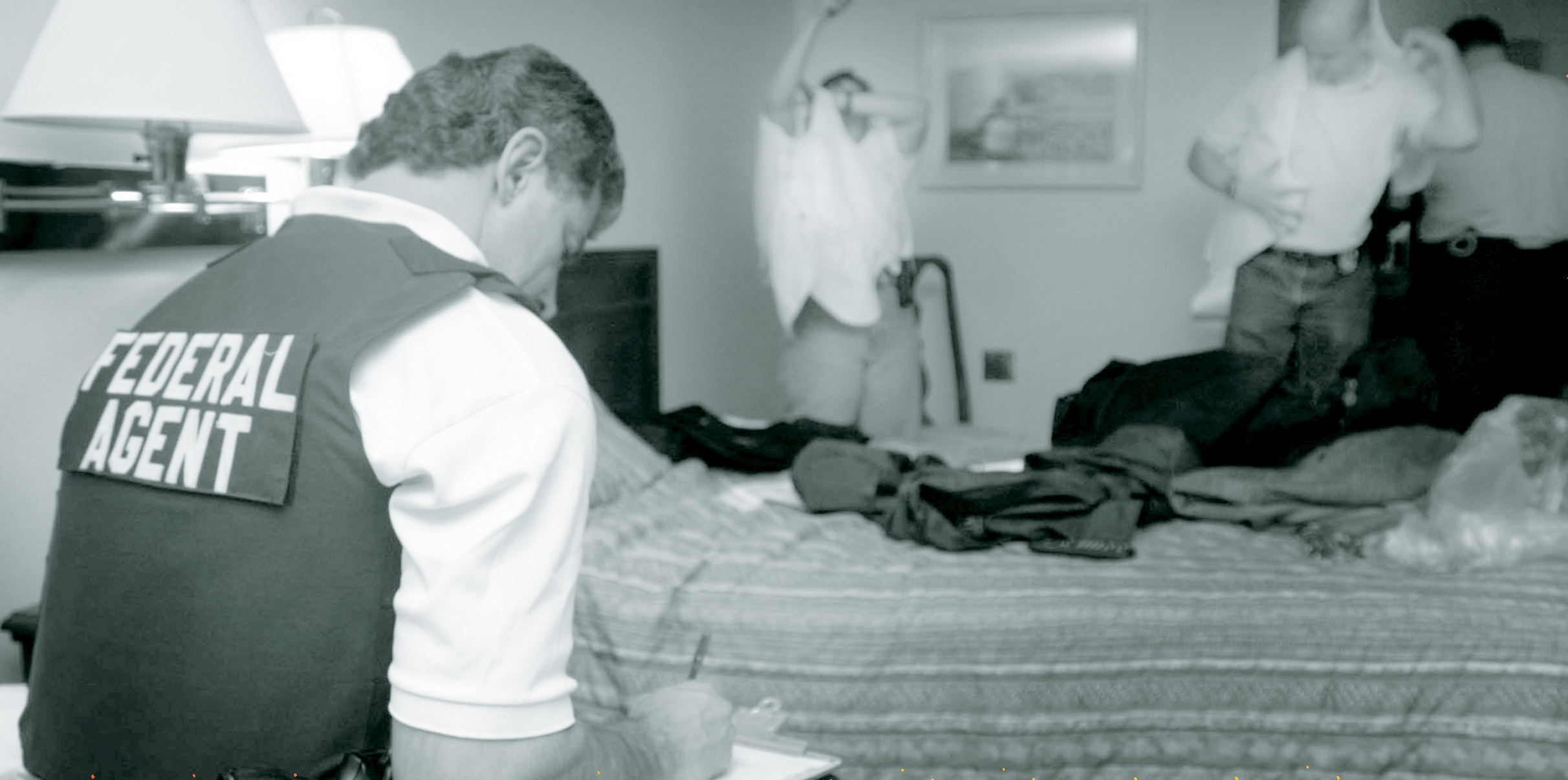
Cơ quan Điều tra Tội phạm Hải quân Hoa Kỳ chuẩn bị một bẫy liên quan đến MDMA.

Bẫy bắt tội phạm là hoạt động tình báo của cảnh sát, nhằm bắt giữ một người đang cố phạm tội. Nhiệm vụ thường có cảnh sát ngầm, thám tử hoặc dân thường hợp tác cùng lực lượng chức năng đóng giả làm đồng phạm hoặc nạn nhân, nhằm thu thập chứng cứ về hành động phạm pháp của nghi phạm. Giới truyền thông đại chúng đôi khi sử dụng các bẫy bắt tội phạm nhằm ghi hình và phát sóng với mục đích vạch trần hoạt động phạm pháp.
Những hoạt động bẫy tội phạm phổ biến ở nhiều quốc gia, ví dụ như Hoa Kỳ, nhưng lại không được cho phép ở một số nước khác như Thụy Điển hay Pháp. Một số loại hoạt động bẫy tội phạm bị hạn chế ở một số quốc gia, ví dụ như ở Philippines, nơi mà cảnh sát không được phép đóng giả làm người buôn ma túy để bắt giữ người mua ma túy.

## Ví dụ
Một số ví dụ về hoạt động bẫy tội phạm bao gồm:
- Phát vé máy bay hoặc vé xem thể thao miễn phí để nhử kẻ trốn truy nã[4]
- Để xe mồi ở nơi vắng người để bắt kẻ trộm xe
- Đặt máy tính dễ bị tấn công để nhử và thu thập thông tin về tin tặc
- Xếp tình huống để trẻ chưa đủ tuổi uống rượu bia nhờ người lớn mua hộ đồ uống có cồn hoặc thuốc lá[5]
- Bán vũ khí hoặc thuốc nổ (thật hoặc giả) cho kẻ có âm mưu khủng bố
- Đóng giả làm:
  - ai đó muốn mua ma túy bất hợp pháp, hàng lậu hoặc nội dung khiêu dâm trẻ em để bắt kẻ cung cấp (hoặc ngược lại)
  - trẻ em trong phòng chat để bắt kẻ có ý định lạm dụng tình dục trẻ em
  - người mua dâm để bắt người bán dâm (hoặc ngược lại)
  - sát thủ đánh thuê để bắt khách hàng và người môi giới sát thủ đánh thuê (hoặc ngược lại)

## Chỉ trích và lo ngại về đạo đức và pháp lí
Các nhiệm vụ bẫy tội phạm bị hoài nghi về việc có cấu thành việc cài bẫy ép đối tượng phạm tội hay không. Các lực lượng chức năng có thể sẽ cần cảnh giác, nhằm tránh kích động tạo nên một vụ phạm tội lẽ ra đã không xảy ra. Hơn nữa, trong việc thực thi nhiệm vụ, cảnh sát có thể sẽ phải phạm tội y hệt nghi phạm, ví dụ như mua dâm, mua ma túy, v.v. 
Ở Hoa Kỳ, cảnh sát ngầm trong nhiệm vụ bẫy tội phạm không bị cấm việc đóng giả làm tội phạm hay từ chối không nhận mình là cảnh sát. Nghi can chỉ có thể bào chữa là mình đã bị cài bẫy nếu họ bị ép phạm pháp khi lẽ ra họ đã không làm thế, nhưng định nghĩa của việc gượng ép này khác nhau ở các vùng lãnh thổ khác nhau.
Ví dụ, nếu cảnh sát ép đối tượng sản xuất ma túy để bán, thì nghi can có thể bào chữa là mình đã bị gài bẫy. Mặt khác, nếu trước đó nghi can đã đang sản xuất ma túy, và cảnh sát lại đóng giả làm người mua để bắt giữ đối tượng, thì hầu hết các vùng lãnh thổ đều coi trường hợp này không phải là cài bẫy.